# Edmund Krause (powstaniec)

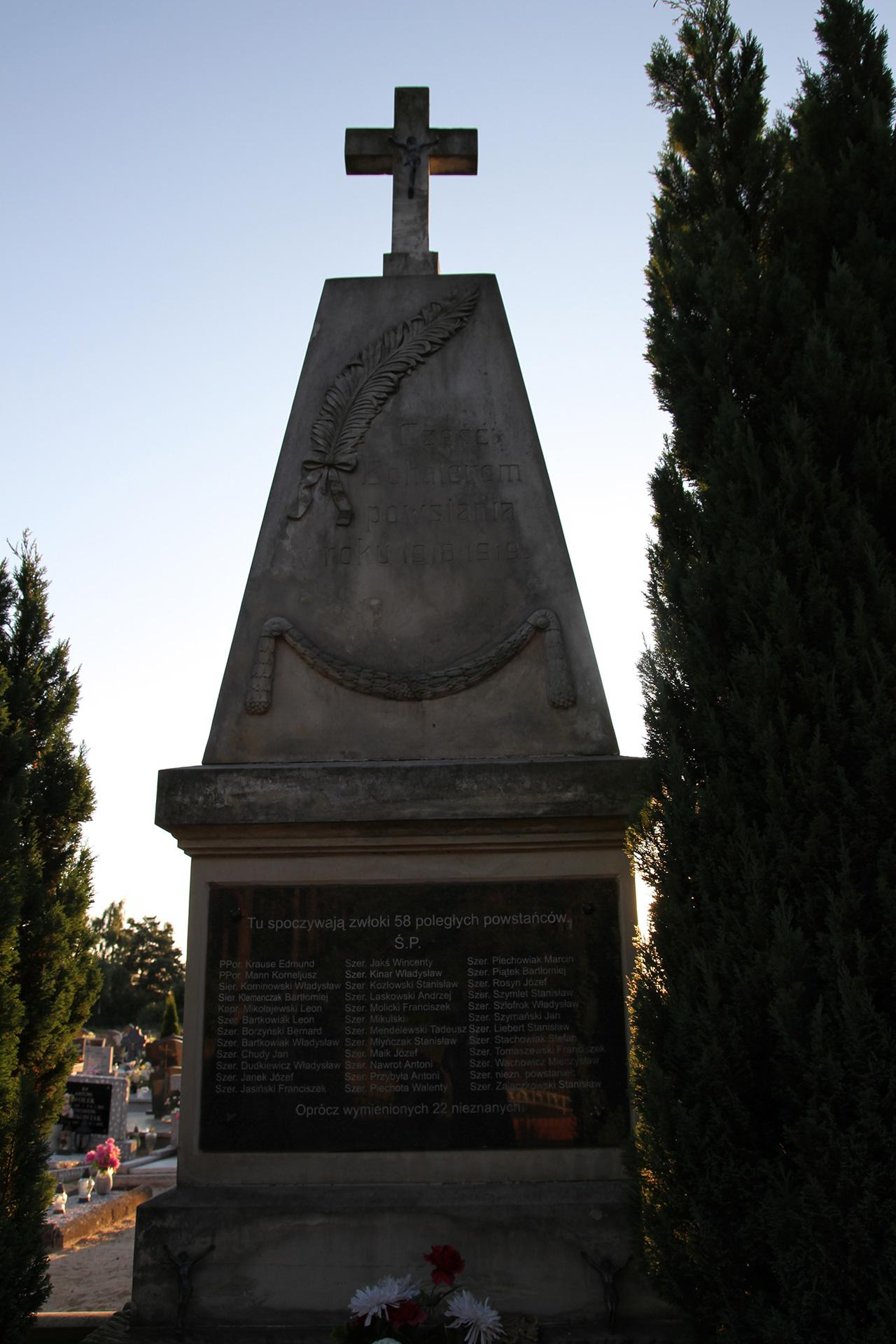
Pomnik w hołdzie powstańcom wielkopolskim na cmentarzu w Nowej Wsi Zbąskiej, Edmund Krause wymieniony jako pierwszy w lewej kolumnie

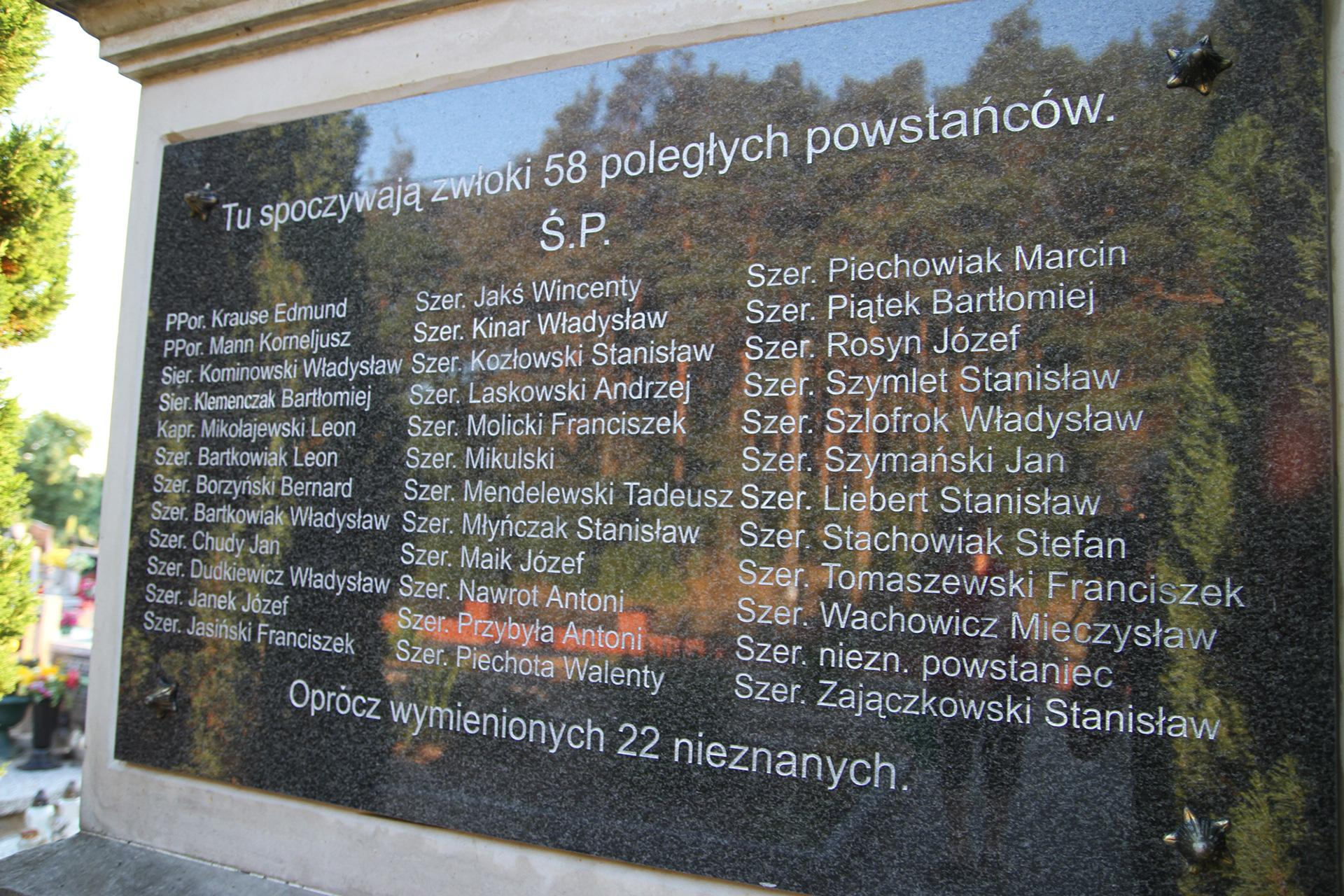
Płyta na pomniku

Edmund Krause (ur. 22 września 1879 r. w Poznaniu, zm. 15 lutego 1919 r. pod Grójcem Wielkim koło Babimostu) – powstaniec wielkopolski, podporucznik.

## Udział w powstaniu
Na początku powstania uczestniczył w walkach w Poznaniu jako dowódca Kompanii Straży i Bezpieczeństwa (8 kompanii wachty garnizonowej batalionu Poznań I), jednostki, do której przydzielony był również Franciszek Ratajczak - jeden z pierwszych poległych w powstaniu.  
Następnie dowodził 1 kompanią 2 Poznańskiego Batalionu Garnizonowego, który uczestniczył w ciężkich walkach na froncie zachodnim na  odcinku Kopanica-Grójec Wielki.
11 lutego 1919 Niemcy rozpoczęli kontrofensywę w okolicach Babimostu, który utracili 25 stycznia razem z Kargową (najdalszy zachodni zasięg powstania). Niemcy byli wspierani przez pociągi pancerne i lotnictwo i obie miejscowości powstańcy utracili 12 lutego. Następnie Niemcy podeszli aż pod wieś Grójec Wielki, wywiązała się intensywna walka, Niemcy ponieśli poważne straty, ale powstańcy również stracili 40 poległych, 70 rannych i 30 wziętych do niewoli i potrzebowali posiłków. Uwaga Niemców skierowana była na most na rzece Obrze.
15 lutego powstańcy chcieli okrążyć Niemców jednocześnie od północy od strony Nowej Wsi Zbąskiej i od południa od strony Jeziora Chobienickiego, a następnie zabezpieczyć most. Wskutek niedostatecznego rozpoznania (Niemcy otrzymali na krótko przed szturmem znaczne posiłki) napotkali silny opór nieprzyjaciela i zarówno na jednym, jak i na drugim kierunku natarcia zalegli pod zaporowym ogniem. Na północnym kierunku 1 kompania, którą dowodził Edmund Krause, zmuszona była się okopać. Następnie odparła pierwszy szturm Niemców, a potem próbowała się wycofać, lecz została okrążona. Niemcy, mając przewagę liczebną, zaczęli w następnym ataku zadawać ciężkie straty powstańcom, którym kończyła się już amunicja. Krause, ciężko ranny w brzuch, nakazał poddanie się i popełnił samobójstwo, strzelając do siebie z pistoletu. Ogółem w walkach pod Grójcem Wielkim po stronie polskiej poległo 32 powstańców, 35 było rannych wziętych następnie do niewoli, po stronie niemieckiej zginęło 40 żołnierzy, a 70 zostało rannych.
16 lutego podpisano rozejm w Trewirze kończący powstańcze walki. Ostatecznie Grójec Wielki pozostał w granicach Polski, natomiast Babimost znalazł się po niemieckiej stronie granicy, która przebiegała między obiema miejscowościami.
Edmund Krause został pochowany w zbiorczej mogile powstańczej na cmentarzu parafialnym w Nowej Wsi Zbąskiej.
Pośmiertnie został odznaczony za męstwo Krzyżem Niepodległości i Krzyżem Walecznych.
Osierocił żonę i dwoje dzieci.

## Upamiętnienie
W 1988 roku powstał film „Powrót do Polski” - dramat historyczny opowiadający o okolicznościach wybuchu powstania, gdzie w postać Edmunda Krausego wcielił się poznański aktor Waldemar Szczepaniak.
Od 1990 roku imię Edmunda Krausego nosi jedna z ulic w Zbąszyniu.